# Travis McHenry
Travis McHenry est un cryptarque américain, fondateur et créateur de deux entités micronationales, le grand-duché de Westarctica et Calsahara, qui n'ont été reconnues par aucun gouvernement mondial.

## Biographie
En 2001, alors qu'il était marin dans la marine des États-Unis, McHenry a fondé la micronation portant le nom de Westarctica. En 2004, il s'est nommé souverain du grand-duché de Westarctica, qui était situé en terre Marie Byrd en Antarctique. Il a déclaré que cela profitait d'une lacune apparente dans le système du traité sur l'Antarctique.
En 2006, après avoir appris que McHenry communiquait avec des gouvernements étrangers leur demandant de reconnaître la nation, la Marine l'a obligé à abdiquer. Depuis août 2018, Westarctica revendique une population de 2 356 citoyens (dont aucun n'y vit réellement), et McHenry porte toujours le titre de "grand-duc",.
En 2009, après que McHenry a quitté l'armée, il a acquis quelques hectares de terres rurales désertiques dans le sud de la Californie auprès de sa famille et a fondé Calsahara. McHenry l'a ensuite agrandi pour couvrir 117 acres. Un profil de 2015 dans le magazine Los Angeles a décrit le projet comme bon enfant, mais a déclaré : "Il est difficile de discerner si Calsahara est une entreprise sérieuse ou une blague absurdement à long terme."
Quelque temps avant 2011, McHenry a changé le nom de Westarctica de « grand-duché de Westarctica » en « protectorat de Westarctica ».
En 2014, McHenry a fait de Westarctica une organisation à but non lucratif qui milite pour la protection de la faune antarctique et pour l'étude du changement climatique.
En octobre 2017, les deux micronations de McHenry ont été fusionnées lorsque Calsahara a été "annexée" par Westarctica devenant une "colonie" du territoire ouestarctique.
Travis McHenry est aujourd'hui l'un des micronationalistes les plus connus au monde, et celui ayant de plus d'influence, parmi les dirigeants de micronations antarctiques.